# Хурба (аеропорт)
Аеропорт Хурба (аеропорт Комсомольськ-на-Амурі, (IATA: KXK, ICAO: UHKK)) — аеродром спільного базування, розташований за 17 км на південь від міста Комсомольськ-на-Амурі, Хабаровський край, Росія. Регіональний аеропорт міста Комсомольськ-на-Амурі і авіабаза 227-го бомбардувального авіаполку 303-ї змішаної авіаційної дивізії 11-ї армії ВПС і ППО, озброєного бомбардувальниками Су-34.

## Аеропорт

### Авіалінії та напрямки
| Авіакомпанія              | Пункт призначення                  |
| ------------------------- | ---------------------------------- |
| Aeroflot оператори Аврора | Владивосток                        |
| Saravia                   | Южно-Сахалінськ (з 20 травня 2018) |

## Авіабаза

### Історія
У 1932 році на березі Амура серед далекосхідної тайги було закладено місто Комсомольськ-на-Амурі. Вже через 10 років місто стало важливим промисловим та оборонним центром. У час II СВ для забезпечення ППО міста 18 км південно-східніше міста Комсомольська-на-Амурі почалося зведення злітно-посадкової смуги. У повоєнний час звели бетонну ЗПС завдовжки 2500 м, капітальні споруди, укриттів для літаків. Свою назву аеродром, розташоване поруч село і військове містечко Хурба-2, отримали від невеликих річок Мала Хурба і Велика Хурба, що протікають неподалік. Зараз аеродром Хурба є одним із двох великих аеродромів на околицях Комсомольська-на-Амурі. Другий аеродром, де є злітно-посадкова смуга, здатна приймати всі типи повітряних суден, — це заводський аеродром Дьомгі на північно-східній околиці міста.
На аеродромі «Хурба» з 2015 року базується 277-й бомбардувальний авіаційний полк (БАП) 303-ї змішаної авіаційної дивізії ВКС РФ. Бомбардувальники Су-34 почали надходити на озброєння цього полку із серпня 2016 року.

#### Російсько-українська війна
277-й БАП був залучений до ракетно-бомбових ударів по українській території з аеродромів, розташованих у Білорусі — «Ліда» та «Барановичі». Також пілоти полку здійснювали вильоти з аеродромів РФ «Борисоглебськ» та «Мариновка».. Воєнною розвідкою України було опубліковано імена воєнних злочинців з 277-го бомбардувального авіаційного полку причетних до ударів по Україні.
У листопаді 2022 за участь у війні проти України 277-му БАП президентом РФ було присвоєне звання «гвардійський».

### Катастрофи та інциденти
- 13 травня 1998 року через відмову гідросистеми (невипуск основних опор шасі) довелось виконувати аварійну посадку Су-24М 277-го БАП на ґрунтову ЗПС, яка знаходиться паралельно основній. Над ближнім приводним радіомаяком штурман скинув ліхтар, аварійна посадка була зроблена успішно, літак пізніше був відновлений.[5]
- 23 серпня 2007 року під час виконання навчально-тренувального польоту на Су-24М виникла пожежа у закабінному відсіку. Екіпаж успішно катапультувався.[5]
- 6 липня 2015 року під час зльоту з аеродрому Хурба розбився Су-24М2, обидва пілоти загинули.[5]
- 31 липня 2018 року при посадці на аеродромі Хурба Су-34 277-го полку викотився на 500 метрів за межі злітно-посадкової смуги. Причиною стала відмова системи випуску гальмівного парашута[6]. Пілот і літак не отримали ушкоджень[10].
- 18 січня 2019 року під час виконання тренувального польоту над Татарською протокою в акваторії Японського моря за 35 км від берега зіткнулись два літаки Су-34 зі складу полку. Екіпажі обох літаків катапультувалися, але лише штурмана одного з екіпажів знайдено живим.[6]
- 21 жовтня 2020 під час навчально-тренувального польоту розбився бомбардувальник Су-34. За попередніми даними, причиною аварії стала технічна несправність. Пілоти катапультувались.[6]